# Hans Krása
Hans Krása (Praga, 30 de noviembre de 1899 – Auschwitz-Birkenau, 17 de octubre de 1944) fue un compositor checo-alemán.

## Biografía y obra

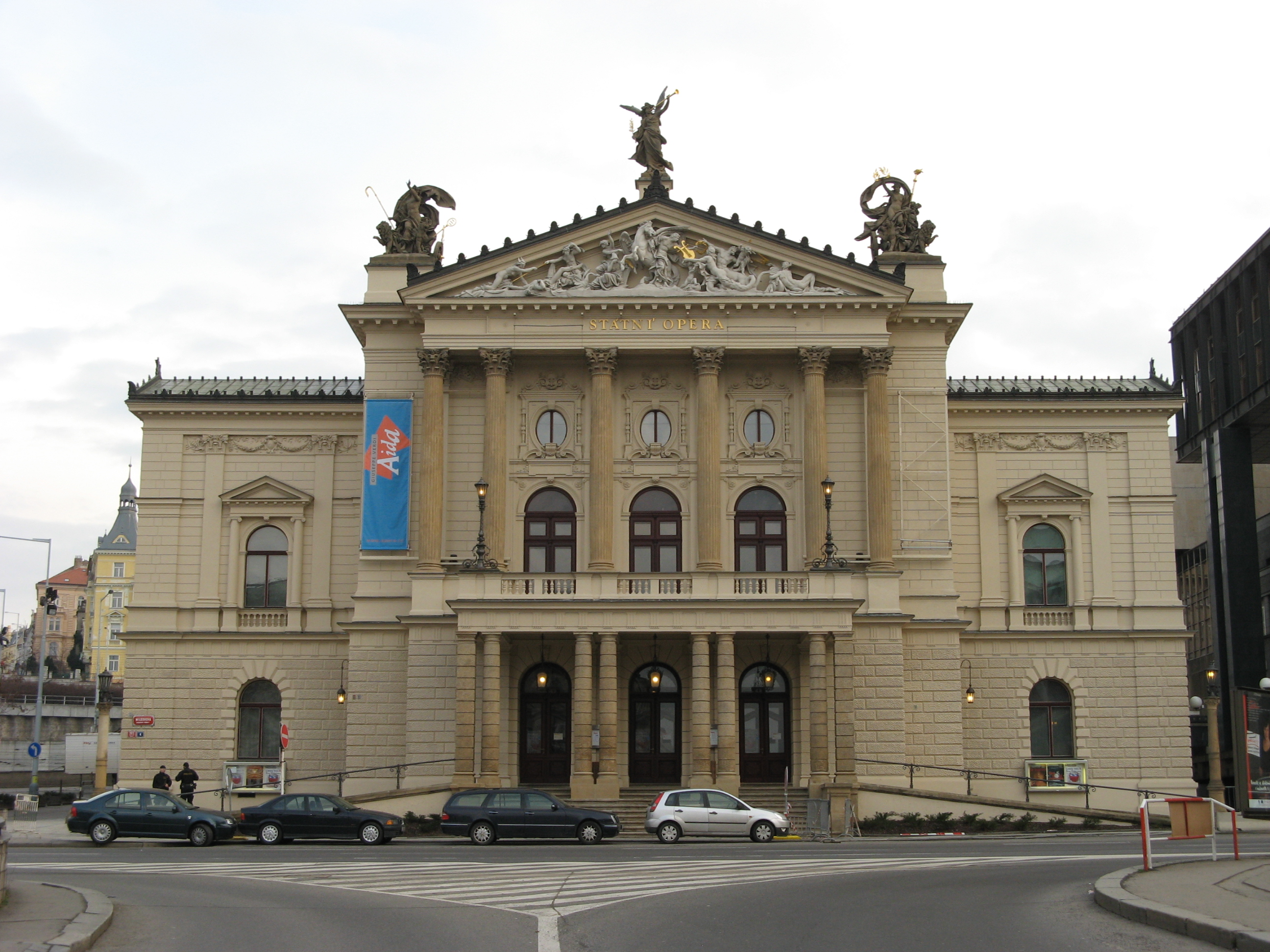
Ópera Estatal de Praga

Su padre, bautista, procedía de una familia checa; su madre era de origen alemán. Hans Krása estudió violín y piano y también Composición en Praga, esto último con Alexander von Zemlinsky. Al terminar sus estudios siguió a su maestro a Berlín, donde trabajó un breve tiempo en la Kroll Oper. Tras estudiar también en Francia, a finales de los años 20, con Albert Roussel, trabajó en el "Neues Deutsches Theater" de Praga.
En 1921 celebró su primer éxito como compositor con sus cuatro lieds para orquesta con textos de Christian Morgenstern. Su sinfonía, se estrenó en 1923 en Boston bajo la dirección de Serge Koussevitzky. Con la ópera Verlobung im Traum, basada en una historia de Dostoyevski, ganó un premio; fue estrenada en Praga bajo la dirección de George Szell. Compuso numerosas obras de cámara y vocales, así como música incidental.
En 1938 escribió la ópera infantil "Brundibár" para un concurso del Ministerio de Educación, ópera que no llegó a representarse por el ataque alemán a Polonia. Se estrenó clandestinamente en 1941 en el asilo judío. 
El 10 de agosto de 1942, Hans Krása fue deportado al campo de concentración de Theresienstadt. Allí, "Brundibár" se representó más de 55 veces; también en la película "Theresienstadt" se muestra una representación de esta ópera. En el campo de concentración, estuvo casado durante algunos meses con Eliška Kleinová, para evitar su deportación como mujer soltera. 
En la noche del 16 de octubre de 1944, Hans Krása fue introducido en un vagón de tren con destino Auschwitz-Birkenau. Allí, fue considerado "persona mayor" y, como tal, asesinado de inmediato en la cámara de gas.

## Catálogo de obras
| Año     | Opus    | Obra | Tipo de obra                | Duración |
| ------- | ------- | --- | --------------------------- | -------- |
| 1920    | Opus 01 | Grottesques [a veces «Vier Orchesterlieder»] (Christian Morgenstern: Galgenlieder), 4 canciones orquestales para barítono y orquesta. | Música orquestal            | -        |
| 1921-23 | Opus 02 | Streichquartett | Música de cámara (cuarteto) | -        |
| 1921-23 |         | Symphonie für kleines Orchester [Sinfonía para pequeña orquesta], para soprano y pequeña orquesta. (textos de Arthur Rimbaud, traduccidos al alemán por Max Brod).                                                                           | Música orquestal            | -        |
| 1925c.  | -       | Der Schläfer im Tal (Canción sobre un texto de Rimbaud, «Le dormeur du val»), para bajo y orquesta de cámara. | Música vocal                | 05:00    |
| 1925    | -       | Pastorale et Marche. | -                           | -        |
| 1925-26 | Opus 04 | Fünf Lieder op. 4, para voz y piano [1. Ihr Mädchen seid wie die Gärten (Rainer Maria Rilke).- 2. An die Brüder Lettisches (Volkslied).- 3. Mach, daß etwas uns geschieht! (Rilke).- 4. Die Liebe (Catulo).- 5. Viceversa (Ch. Morgenstern)] | Música vocal (piano)        | -        |
| 1928-30 |         | Verlobung im Traum [Esponsales en sueños] (R. Fuchs y R. Thomas, según la novela de Dostoiewski), ópera en dos actos. | Música de ópera             | -        |
| 1931    |         | Die Erde ist des Herrn [La tierra es el Señor]. Cantata para solistas, coro y orquesta. | Música coral (orquesta)     | -        |
| 1934    |         | Música para la obra escénica Lysistrata (Texto: Max Brod) (nunca interpretada). | Música teatral              | -        |
| 1934-35 |         | Música para la obra escénica Mládî v hře (Adolf Hoffmeister) [La juventud se divierte]. | Música teatral              | -        |
| 1935    | Opus 17 | Chants tchèques, para coro de niños y cuarteto de cuerdas op. 17. | Música coral (instrumentos) | -        |
| 1935-36 |         | Thema mit Variationen, para cuarteto de cuerdas. | Música de cámara            | 10:00    |
| 1936    |         | Kammermusik, para clavicembalo y 7 instrumentos (4 clarinetes, trompeta, violonchelo y contrabajo). | Música de cámara            | 15:00    |
| 1938    |         | Brundibár, ópera para niños. (Estreno: Praga 1938. Revisada 1943-44, estreno: Theresienstadt 1943). | Música de ópera             | 30:00    |
| -       |         | Suite de Brundibár, para conjunto instrumental (arreglado por Petr Pokorny). | Música instrumental         | 14:00    |
| 1943    |         | Tanz, para trío de cuerdas. | Música de cámara (trío)     | 14:00    |
| 1943    | -       | Drei Lieder [Tri písne] (según Rimbaud, trad. Nezval), para barítono, clarinete, viola y violonchelo. | Música vocal (instrumentos) | 04:00    |
| 1944    |         | Passacaglia und Fuge, para trío de cuerdas. | Música de cámara (trío)     | 35:00    |
| 1943-44 |         | Ouvertüre für kleines Orchester | Música orquestal            | 07:00    |
| -       |         | Música para la obra escénica 800 mètres (André Obey). | Música teatral              | -        |

## Fuente
- El artículo es traducción de Wikipedia en alemán, completada con otras informaciones.